# غردينية سلطانية
غردينية سلطانية (الاسم العلمي:Gardenia imperialis) هي نوع من النباتات تتبع جنس الغردينية من الفصيلة الفوية. تتواجد في السنغال، أوغندا وزيمبابوي.